# Glycine déshydrogénase
Une glycine déshydrogénase est une oxydoréductase qui catalyse la réaction :
glycine + H2O + NAD+  {\displaystyle \rightleftharpoons }  glyoxylate + NH3 + NADH + H+.
Cette enzyme intervient par exemple dans le cycle du glyoxylate de Mycobacterium tuberculosis.